# Kirchenbezirk Künzelsau
Der Evangelische Kirchenbezirk Künzelsau ist einer von 43 Kirchenbezirken bzw. Kirchenkreisen der Evangelischen Landeskirche in Württemberg. Sein Gebiet ist deckungsgleich mit dem Dekanat Künzelsau.

## Geografie
Der Kirchenbezirk Künzelsau liegt im Norden der württembergischen Landeskirche. Sein Gebiet umfasst den Norden und Osten des Hohenlohekreises, also das Gebiet der politischen Städte und Gemeinden Dörzbach, Ingelfingen, Künzelsau, Mulfingen, Niedernhall, Schöntal, Weißbach und einige Ortsteile der Stadt Krautheim.

### Nachbarkirchenbezirke
Der Kirchenbezirk Künzelsau grenzt an folgende Kirchenbezirke (im Uhrzeigersinn beginnend im Nordosten): Weikersheim, Crailsheim-Blaufelden, Schwäbisch Hall, Öhringen und Weinsberg-Neuenstadt (alle Prälatur Heilbronn). Im Nordwesten hat er eine Grenze zur Evangelischen Landeskirche in Baden (Kirchenbezirk Adelsheim-Boxberg).

## Geschichte
Das Gebiet des heutigen Dekanats Künzelsau gehörte vor 1803 überwiegend zur historischen Landschaft Hohenlohe, das teilweise in mehrere Linien aufgeteilt war. Die Reformation in diesem Raum wurde bis 1556 eingeführt, der Raum Schöntal blieb jedoch katholisch. Im heutigen Kirchenbezirk lag die hohenlohische Residenzstadt Ingelfingen. Künzelsau selbst gehörte zunächst zur hohenlohischen Superintendentur Weikersheim, ab 1756 zu Neuenstein und schließlich zu Ingelfingen, die bis zum Übergang an Württemberg bestand. Dann wurde Ingelfingen 1807 Sitz eines württembergischen Dekanats. Zum Dekan wurde der erste Stadtpfarrer von Ingelfingen ernannt. Der Sitz des Dekanats wurde am 31. Dezember 1824 nach Künzelsau verlegt und somit die Stelle mit der ersten Pfarrstelle an der Stadtkirche Künzelsau verbunden. Das Dekanat Ingelfingen bzw. Künzelsau gehörte ab 1807 zunächst zum Generalat Schöntal, ab 1823 zum Generalat Schwäbisch Hall und seit 1913 zum Generalat Heilbronn, aus der die heutige Prälatur Heilbronn hervorging.
Infolge der Auflösung einiger Kreise bzw. Oberämter in Württemberg 1939 wurden auch die kirchlichen Verwaltungsbezirke teilweise neu gegliedert. So wurde mit Wirkung vom 1. April 1939 die Kirchengemeinde Ettenhausen in den Kirchenbezirk Blaufelden umgegliedert. Ferner wurde mit Wirkung vom 1. April 1947 die Kirchengemeinde Braunsbach in den Kirchenbezirk Schwäbisch Hall umgegliedert.

## Leitung des Kirchenbezirks
Die Leitung des Kirchenbezirks obliegt der Bezirkssynode, dem Kirchenbezirksausschuss (KBA) und dem Dekan bzw. der Dekanin.

### Dekane des Kirchenbezirks Ingelfingen bzw. Künzelsau seit 1807
- 1807 Christian Friedrich Knapp, Dekan in Ingelfingen; bereits seit 1768 Hofprediger und Konsistorialrat in Ingelfingen
- 1808–1824 Johann Friedrich Breitschwerdt, Dekan in Ingelfingen
- 1825–1827 Karl Leopold Friedrich Bauer, Dekan in Künzelsau; bereits ab 1805 Stadtpfarrer in Künzelsau
- 1828–1829 Christian Friedrich Wolff
- 1829–1838 Johann Ernst Gleissberg
- 1838–1854 Sigmund Friedrich Cranz
- 1854–1864 Hermann Bauer
- 1864–1872 Wilhelm Max Theodor von Biberstein
- 1872–1891 Konstantin Agathon Böckheler
- 1892–1898 Theodor Christoph Lencker (1847–1907)
- 1898–1917 Nathanael Böckheler
- 1918–1934 Eduard Leonhardt
- 1935–1948 Hermann Kieser
- 1948–1957 Otto Hermann
- 1957–1966 Helmut Betsch
- 1966–1985 Karl Tramer (* 1921)
- 1985–1994 Wolfgang Kirchner (* 1930)
- 1995–2004 Peter Guske (* 1939)
- 2004–2010 Ursula Kannenberg (* 1965)
- 2011–2023: Friedemann Richert (* 1959)

## Kirchengemeinden
Im Kirchenbezirk Künzelsau gibt es insgesamt 15 Kirchengemeinden. Davon haben sich vier Kirchengemeinden zu zwei Gesamtkirchengemeinden zusammengeschlossen, bleiben aber weiterhin selbständige Körperschaften des öffentlichen Rechts. Die jeweils in Klammern hinter dem Namen der Kirchengemeinde angegebenen Gemeindegliederzahlen beziehen sich auf das Jahr 2019 und sind gerundet.
Das Gebiet des Kirchenbezirks Künzelsau gehörte überwiegend zur historischen Landschaft Hohenlohe. Die Grafen von Hohenlohe führten ebenso wie Württemberg früh die Reformation ein. Daher ist das Gebiet überwiegend evangelisch geprägt. Es gibt daher fast in jedem Dorf eine evangelische Kirchengemeinde und eine meist alte Kirche. Katholisch blieben nur die Orte der heutigen Kirchengemeinde Schöntal und Teile der Kirchengemeinden Buchenbach (Jagstberg), Dörzbach (Altkrautheim, Laibach, Meßbach und Rengershausen), Hohebach (Ailringen), Hollenbach (Mulfingen) und Künzelsau (Amrichshausen und Nagelsberg). In allen anderen Orten zogen Katholiken überwiegend erst nach dem Zweiten Weltkrieg zu.
Die 15 Kirchengemeinden sind zu vier Distrikten zusammengeschlossen. Innerhalb der Distrikte arbeiten die Kirchengemeinden in verschiedenen Bereichen zusammen. Zum Distrikt I Oberes Kochertal gehören die Kirchengemeinden Künzelsau, Morsbach und Kocherstetten. Zum Distrikt II Mittleres Kochertal gehören Ingelfingen, Dörrenzimmern, Belsenberg und Hermuthausen, zum Distrikt III Unteres Kochertal die Kirchengemeinden Niedernhall, Weißbach, Crispenhofen und Schöntal und zum Distrikt IV Jagsttal die Kirchengemeinden Hohebach, Dörzbach, Hollenbach und Buchenbach-Eberbach.

### Kirchengemeinde Belsenberg

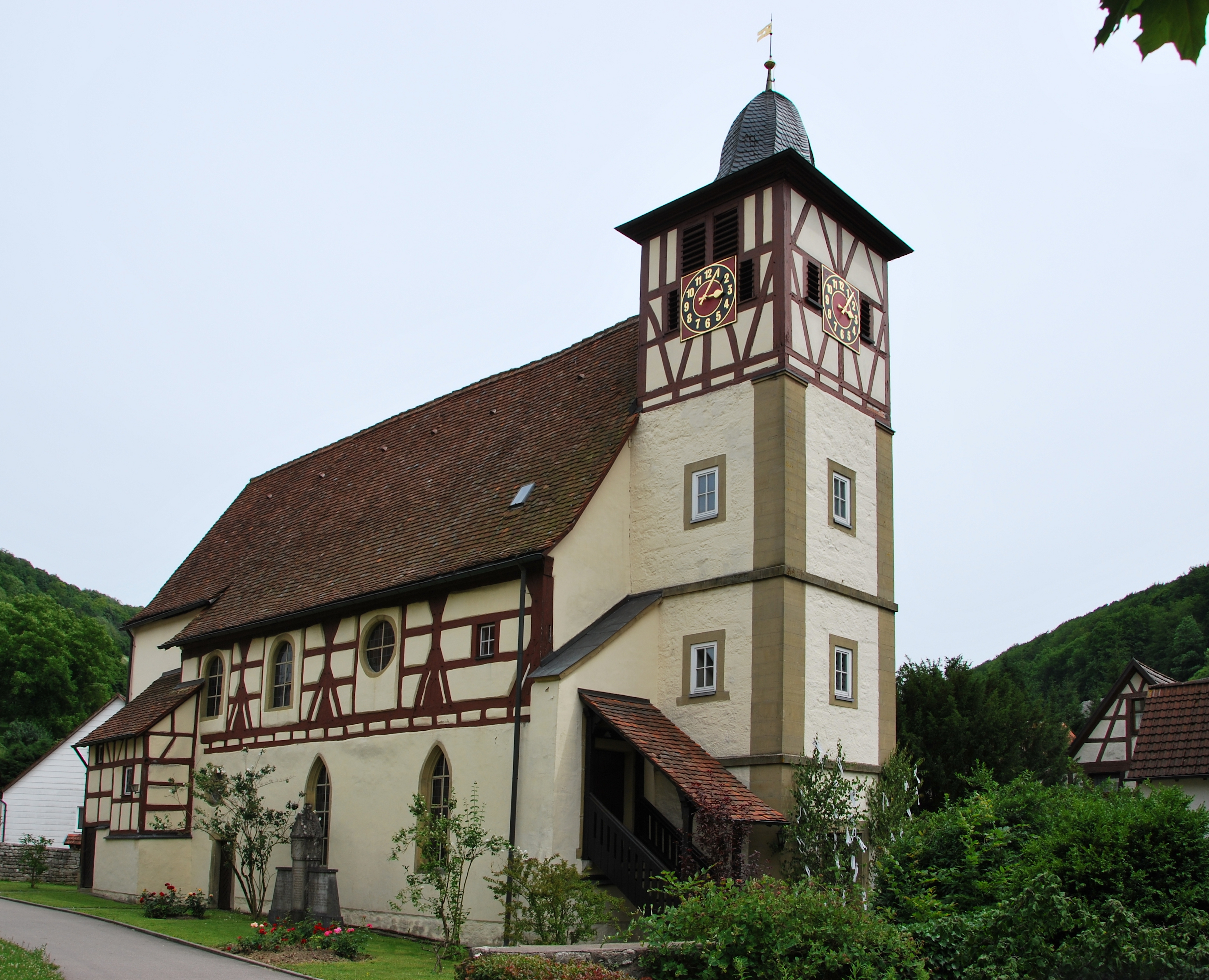
Evang. Kirche Belsenberg

Die Kirchengemeinde Belsenberg (ca. 245 Gemeindeglieder) umfasst die Stadtteile Belsenberg und Steinbach (ohne Büttelbronn und Wolfsölden) der Stadt Künzelsau. Bereits 1275 wird in Belsenberg ein Pfarrer genannt. 1307 gelangte das Patronat der Kirche an das Stift Öhringen, durch welches die Reformation eingeführt wurde. Im Chor der heutigen Kirche sind noch Reste der ältesten Kirche des Ortes zu finden. 1951 legte man Fresken frei. 1707/08 wurde der Turm auf der Westseite neu erbaut. 1873 wurde die Kirche renoviert. Steinbach gehörte kirchlich zunächst zu Amrichshausen, wurde nach der Reformation aber der Pfarrei Belsenberg zugeordnet, während die zu Steinbach gehörigen Weiler Büttelbronn (seit 1958 zur Kirchengemeinde Hermuthausen gehörig) und Wolfsölden der Pfarrei Buchenbach zugeteilt wurden.

### Kirchengemeinde Buchenbach-Eberbach

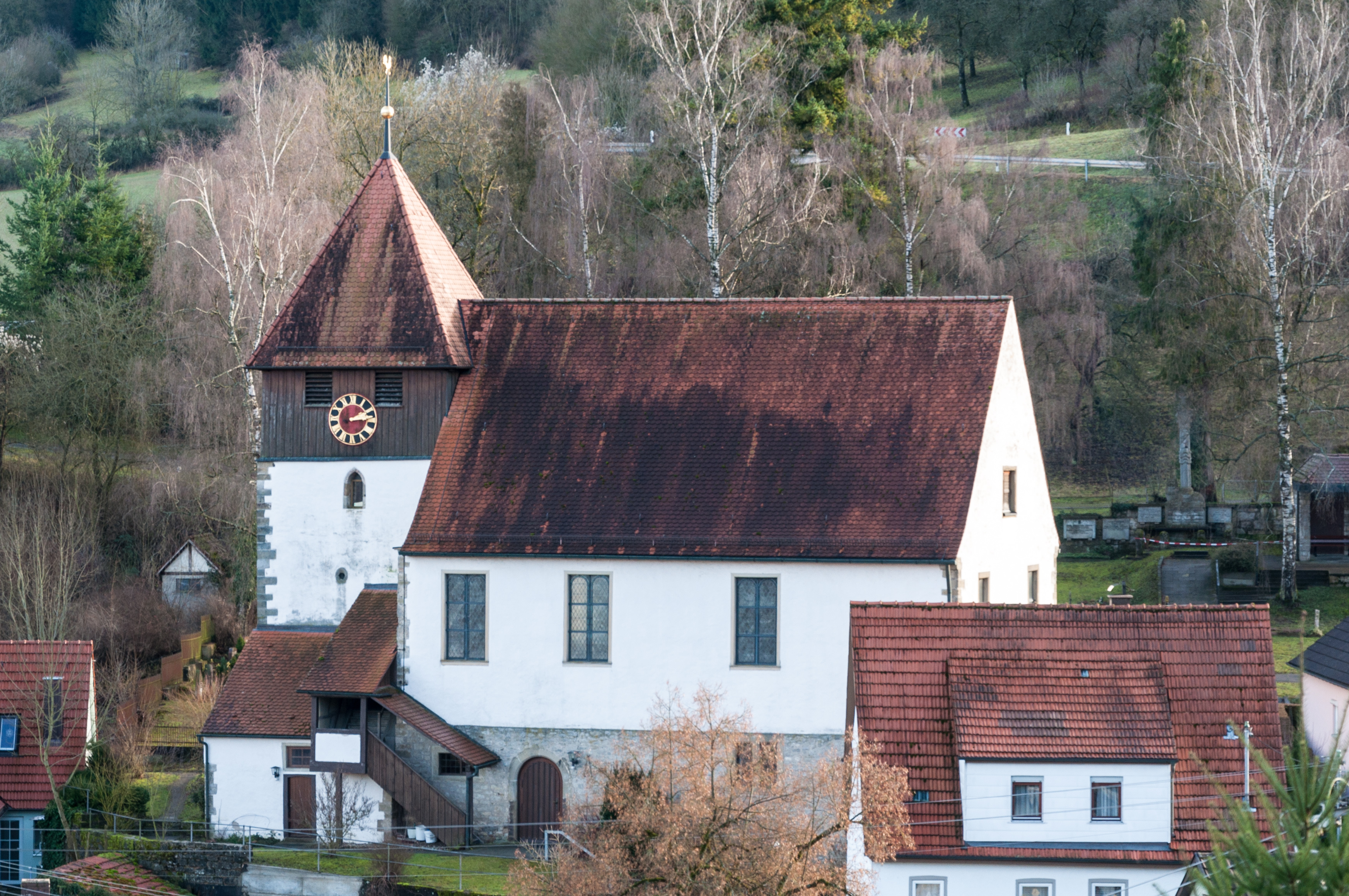
Evang. Kirche Buchenbach

Die Kirchengemeinde Buchenbach-Eberbach (ca. 710) umfasst die Ortsteile Buchenbach, Berndshofen, Bodenhof, Heimhausen, Hohenrot, Jagstberg, Unterer Railhof und Oberer Railhof der Gemeinde Mulfingen sowie die Stadtteile Berndshausen, Nitzenhausen und Wolfsölden der Stadt Künzelsau. Buchenbach ist neben Hollenbach der einzige überwiegend evangelische Ortsteil der Gemeinde Mulfingen.
Die den Hl. Maria, Dionysius, Albanus, Erasmus, Barbara, Dorothea, Maria Magdalena geweihte Kirche in Buchenbach wurde 1405 erstmals erwähnt, ist aber wesentlich älter. 1695 wurde die Kirche baulich erneuert. Im romanischen Vorgängerbau des 13. Jahrhunderts wurden im Untergeschoss des Chores 1954 Fresken freigelegt. Die Kirche enthält Grabmale der Herren von Stetten. Die heute zur Stadt Künzelsau gehörigen Stadtteile Berndshausen, Nitzenhausen und Wolfsölden waren seit der Reformation bereits Filialen von Buchenbach. Kirchen gibt es dort nicht.
Der Ort Jagstberg blieb nach der Reformation als Besitzung des Hochstifts Würzburg katholisch. Erst nach dem Zweiten Weltkrieg zogen auch Protestanten nach Jagstberg. Sie wurden der benachbarten evangelischen Kirchengemeinde Buchenbach zugeordnet.
Bis 1958 gehörte auch der heute zum Künzelsauer Stadtteil Steinbach gehörige Weiler Büttelbronn zur Kirchengemeinde Buchenbach. Durch Bekanntmachung des Oberkirchenrats vom 11. Oktober 1958 wurde dieser der Kirchengemeinde Hermuthausen zugeordnet und wird somit vom Pfarramt Belsenberg betreut.

### Kirchengemeinde Crispenhofen

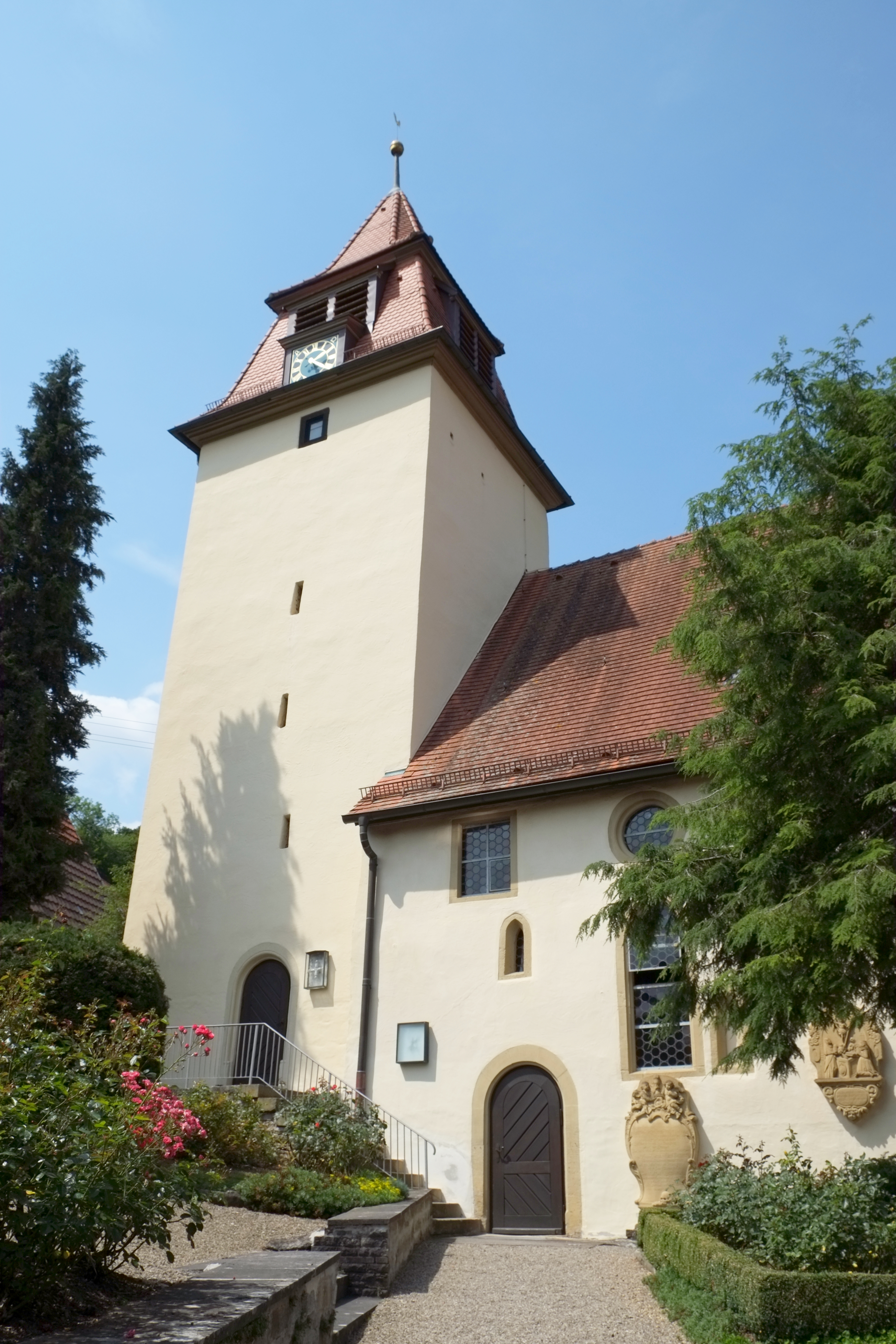
Evang. Kirche Crispenhofen

Die Kirchengemeinde Crispenhofen (ca. 280) umfasst den Ortsteil Crispenhofen der Gemeinde Weißbach und den Stadtteil Diebach der Stadt Ingelfingen. Kirchlich gehörte Crispenhofen zunächst zu Forchtenberg wurde 1344 aber eine eigene Pfarrei. Um 1560 gingen die Patronatsrechte der Kirche vom Kloster Amorbach auf Hohenlohe über. Die Kirche wurde 1344 erbaut. 1625/26 wurde sie vergrößert. 1955 wurde sie renoviert.
Diebach blieb nach der Reformation katholisch. Die wenigen Protestanten gehören zur Kirchengemeinde Crispenhofen, die vom Pfarramt Weißbach betreut wird.

### Kirchengemeinde Dörrenzimmern
Die Kirchengemeinde Dörrenzimmern (ca. 650) umfasst die Stadtteile Dörrenzimmern, Bühlhof, Eberstal, Eschenhof und Stachenhausen der Stadt Ingelfingen, die Stadtteile Oberginsbach und Unterginsbach der Stadt Krautheim und die Ortsteile Marlach und Sindeldorf der Gemeinde Schöntal.
Dörrenzimmern gehörte ursprünglich kirchlich zu Marlach. 1475 erhob der Bischof von Würzburg die zur Herrschaft Wertheim gehörige Kapelle St. Kilian zur Pfarrkirche, der die Orte Eberstal, Stachenhausen und Bühlhof zugeteilt wurden. Über die Erben Wertheims gelangte der Ort 1572 an Hohenlohe, welche die Reformation einführten. Eberstal wurde aber später wieder katholisiert und der Pfarrei Sindeldorf zugeteilt. 1831 wurde die baufällige Kirche in Dörrenzimmern abgerissen und 1832 die heutige Kilianskirche erbaut. Neben der Kirche besitzt die Kirchengemeinden ein Dorfgemeinschaftshaus (DGH). Die wenigen evangelischen Bewohner Eberstals gehören heute (wieder) zur Kirchengemeinde Dörrenzimmern.
Oberginsbach und Unterginsbach, zwei der drei württembergischen Stadtteile der Stadt Krautheim (der dritte ist Altkrautheim), blieben als Besitzungen des Hochstifts Mainz nach der Reformation katholisch. Die überwiegend erst nach dem Zweiten Weltkrieg dort zugezogenen Protestanten wurden der Kirchengemeinde Dörzbach zugeordnet.
Marlach und Sindeldorf blieben als Besitzungen der Hochstifte Mainz bzw. Würzburg nach der Reformation katholisch. In die heute zur Gemeinde Schöntal gehörigen Ortsteile zogen überwiegend nach dem Zweiten Weltkrieg auch Protestanten zu, die der Kirchengemeinde Dörrenzimmern zugeordnet wurden.

### Kirchengemeinde Dörzbach

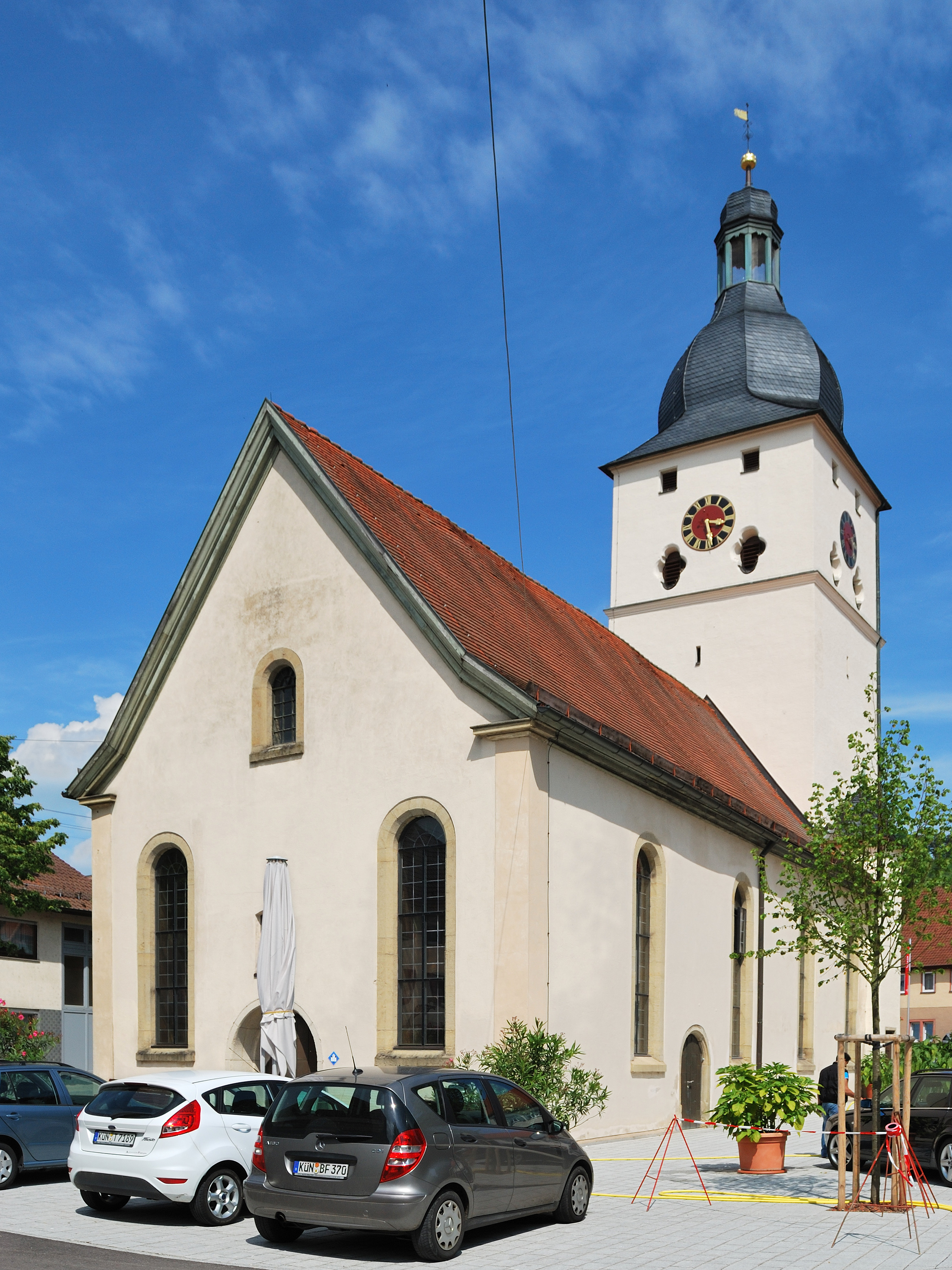
Dreifaltigkeitskirche in Dörzbach

Die Kirchengemeinde Dörzbach (ca. 900) umfasst die Gemeinde Dörzbach mit Ausnahme des Ortsteils Hohebach, der eine eigene Kirchengemeinde bildet sowie den Stadtteil Altkrautheim der Stadt Krautheim und den Stadtteil Rengershausen der Stadt Bad Mergentheim.
In Dörzbach wurde 1329 erstmals ein Pfarrer genannt. Der Ort gehörte ursprünglich zur Pfarrei Rengershausen. Die Ur-Pfarrei war Ailringen (Martinskirche) als „Ableger“ der Stöckenburg (Martinskirche) bei Vellberg. Das Patronat der Kirche kam 1491 an die Herren von Berlichingen als würzburgisches Lehen. Bis 1561 wurde die Reformation eingeführt. Das Schiff der Dreifaltigkeitskirche wurde 1660 vergrößert, wobei der Chorturm wohl aus dem 15. Jahrhundert stammt. Die Kirche besitzt mehrere Grabmäler der Herren von Berlichingen.
Die ebenfalls zur Kirchengemeinde und zur Gemeinde Dörzbach gehörigen Ortsteile Laibach und Meßbach waren nach der Reformation zeitweilig evangelisch, wurden aber wegen wechselnden Herrschaftsverhältnissen im jeweils örtlichen Schloss dann wieder katholisch. Auch Altkrautheim, einer der drei württembergischen Stadtteile der Stadt Krautheim, früher Besitzung des Johanniterordens, sowie Rengershausen als ehemalige Besitzung des Deutschen Ordens, blieben nach der Reformation katholisch. Die überwiegend erst nach dem Zweiten Weltkrieg in diese Orte zugezogenen Protestanten wurden alle der Kirchengemeinde Dörzbach zugeordnet.
Das Kirchenpatronat hatte bis zum Jahr 1951 die Familie der Freiherren von Eyb (seit 1601 im Dörzbacher Schloss) inne.

### Gesamtkirchengemeinde Döttingen
Die Gesamtkirchengemeinde Döttingen (ca. 400) umfasst die Ortsteile Döttingen und Steinkirchen der Gemeinde Braunsbach. Sie wurde durch Bekanntmachung des Oberkirchenrats vom 31. Juli 1972 errichtet und besteht aus den beiden nachfolgenden Kirchengemeinden Döttingen und Steinkirchen. Das Kultusministerium hatte die Gesamtkirchengemeinde Döttingen mit Schreiben vom 12. Mai 1972 als Körperschaft des öffentlichen Rechts anerkannt.
Bereits bis 1934 gab es eine Gesamtkirchengemeinde Döttingen, bestehend aus den beiden Kirchengemeinden Döttingen und Jungholzhausen. Durch Bekanntmachung des Oberkirchenrats vom 15. August 1934 wurde die damalige Kirchengemeinde Jungholzhausen von der Gesamtkirchengemeinde Döttingen gelöst, in den Kirchenbezirk Schwäbisch Hall umgegliedert und der dortigen Pfarrei Orlach zugeordnet, mit deren Kirchengemeinde Jungholzhausen seither die neue Gesamtkirchengemeinde Orlach bildet.
Mit Wirkung vom 1. Januar 2011 wechselte die Gesamtkirchengemeinde in den Kirchenbezirk Schwäbisch Hall. Sie bildet dort zusammen mit den anderen Braunsbacher Kirchengemeinden die neue Gesamtkirchengemeinde Braunsbach.

### Kirchengemeinde Hermuthausen
Die Kirchengemeinde Hermuthausen (ca. 420) umfasst die Stadtteile Hermuthausen und Weldingsfelden der Stadt Ingelfingen und den zum Künzelsauer Stadtteil Steinbach gehörigen Weiler Büttelbronn. Kirchlich war Hermuthausen stets eine Filiale von Belsenberg, von dessen Pfarramt die Kirchengemeinde Hermuthausen bis heute betreut wird. Eine Kirche besaß Hermuthausen jedoch schon vor der Reformation. Von dieser ist jedoch nur noch der spätgotische Turm erhalten, an den 1612/13 ein neues flachgedecktes Schiff angebaut wurde. Weldingsfelden gehört bis 1956 zur Kirchengemeinde Hohebach und wurde durch Bekanntmachung des Oberkirchenrats vom 12. Januar 1956 der Kirchengemeinde Hermuthausen zugeordnet.
Der heute zum Künzelsauer Stadtteil Steinbach gehörige Weiler Büttelbronn gehörte bis 1958 zur Kirchengemeinde Buchenbach und wurde durch Bekanntmachung des Oberkirchenrats vom 11. Oktober 1958 der Kirchengemeinde Hermuthausen zugeordnet.

### Kirchengemeinde Hohebach

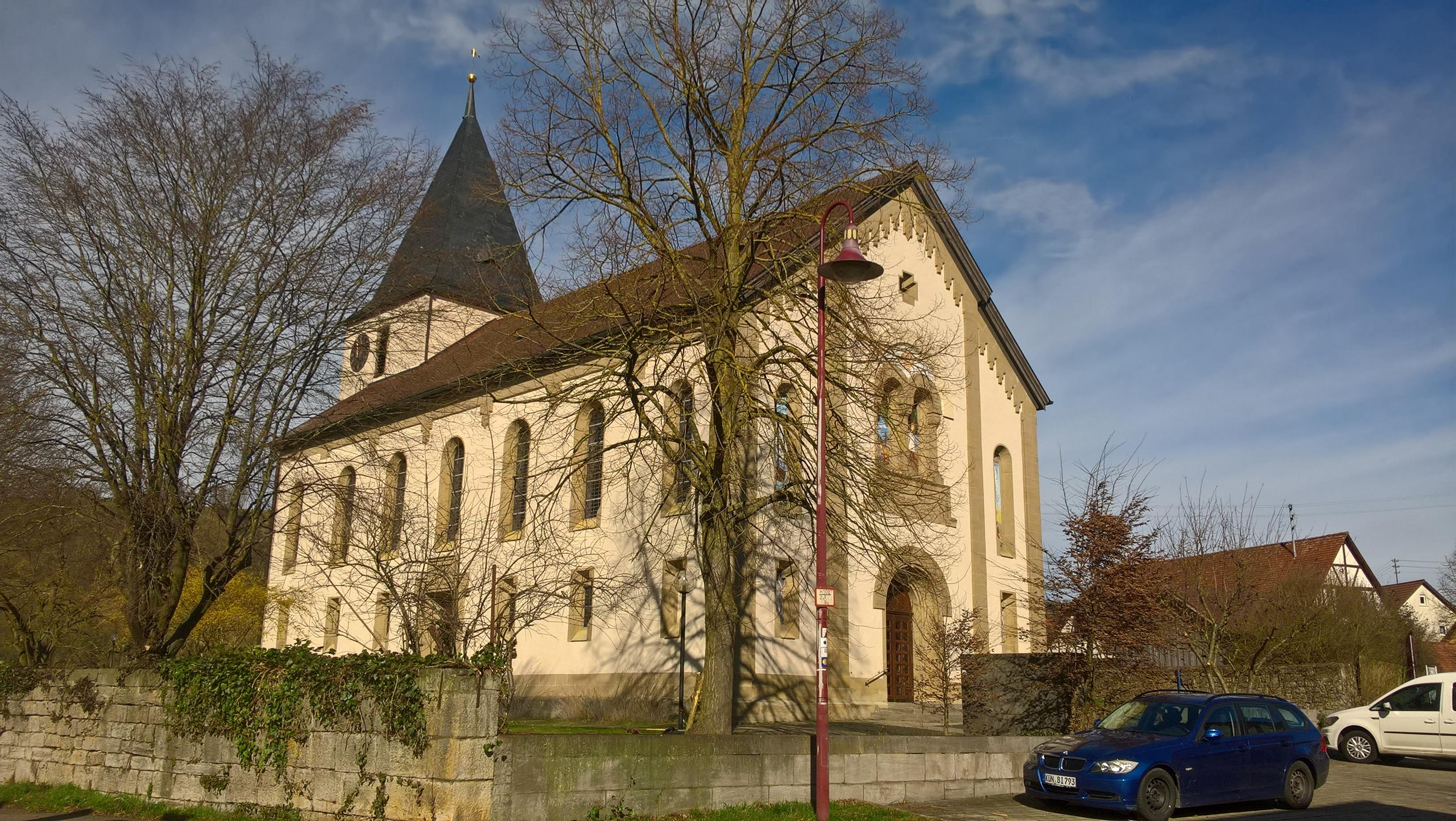
Jakobuskirche in Hohebach

Die Kirchengemeinde Hohebach (ca. 480) umfasst den Ortsteil Hohebach mit den Weilern Eisenhutsrot, Heßlachshof und Wendischenhof der Gemeinde Dörzbach sowie die Ortsteile Ailringen und Seidelklingen der Gemeinde Mulfingen.
Ein Pfarrer wird in Hohebach bereits 1238 genannt. Durch die Reformation kam der Ort an Hohenlohe. Die Jakobuskirche dürfte auf das 11. Jahrhundert zurückgehen. Sie war ursprünglich Maria und Katharina geweiht. Nach dem Teilabbruch von 1859 wurde 1860 das Kirchenschiff neu gebaut. Der romanische Turm blieb erhalten. Eine grundlegende Innenrenovierung mit Holz und Beton wurde 1967/68 vorgenommen. 2001 erhielt die Kirche ein von Schülern des Ganerbengymnasiums Künzelsau gefertigtes Altarbild, die „Hohebacher Heilsgeschichte“. Das Gemeindehaus mit dem Gewölbekeller wurde 1985 in die ehemalige Zehntscheuer aus dem Jahr 1622 eingebaut.
Ailringen blieb als Besitzung des Deutschen Ordens nach der Reformation katholisch. Die überwiegend erst nach dem Zweiten Weltkrieg zugezogenen Protestanten wurden der Kirchengemeinde Hohebach zugeordnet. Weldingsfelden war schon früh Filiale von Hohebach. Nachdem zunächst die Reformation eingeführt wurde, konnte Schöntal den Ort ab 1624 teilweise rekatholisieren. Dennoch blieben stets auch protestantische Einwohner in Weldingsfelden wohnten. Sie gehören bis heute zur Pfarrei Hohebach.
Bis 1956 gehörte auch der Stadtteil Weldingsfelden der Stadt Ingelfingen zur Kirchengemeinde Hohebach. Durch Bekanntmachung des Oberkirchenrats vom 12. Januar 1956 wurde Weldingsfelden von der Kirchengemeinde Hohebach gelöst und der Kirchengemeinde Hermuthausen zugeordnet, die vom Pfarramt Belsenberg betreut wird.

### Kirchengemeinde Hollenbach

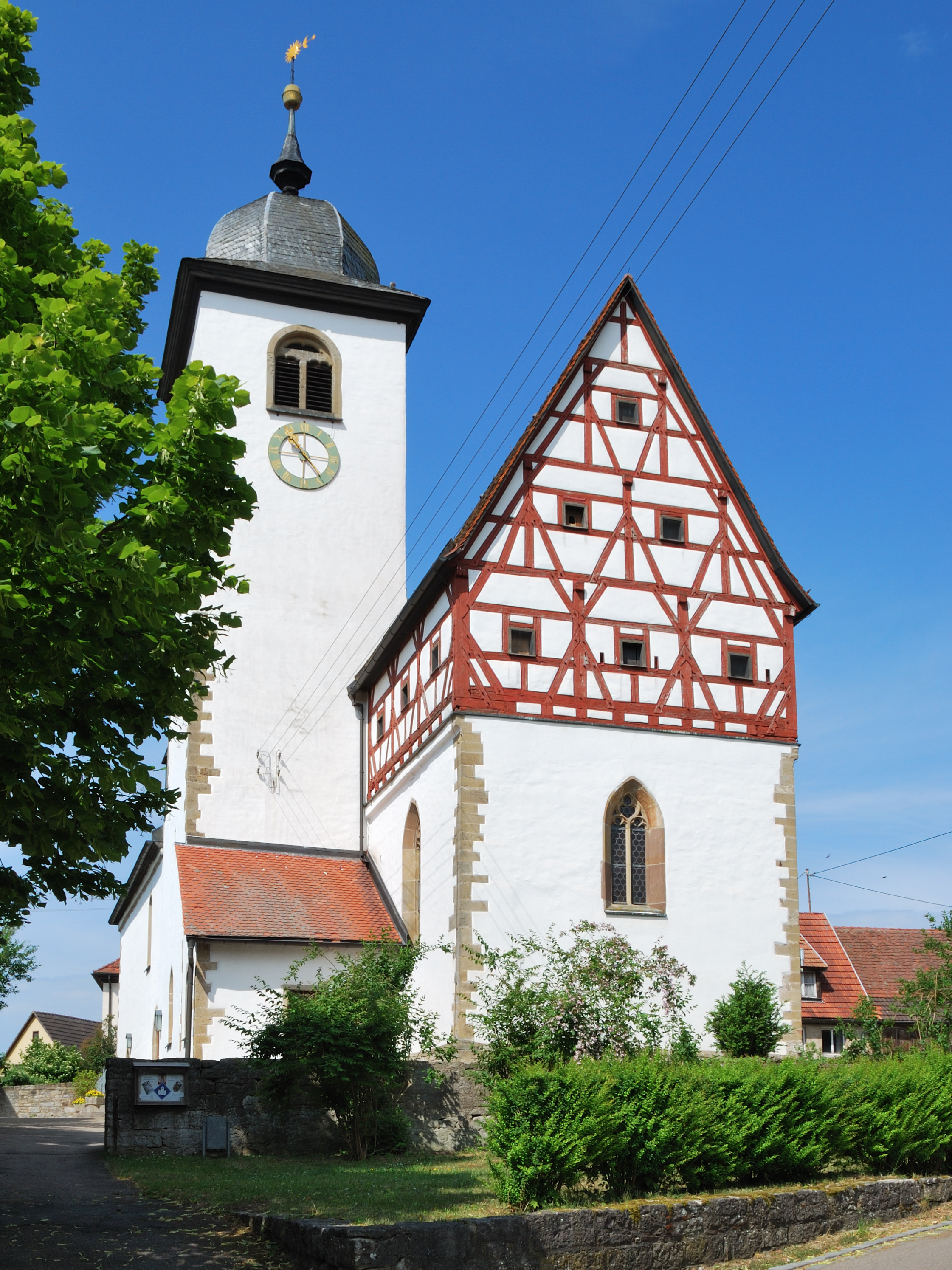
Stephanuskirche in Hollenbach

Die Kirchengemeinde Hollenbach (ca. 490) umfasst die Ortsteile Hollenbach und Mulfingen (Kernort) der Gemeinde Mulfingen. Eine Kirche wird in Hollenbach 1223 von Hohenlohe an den Deutschen Orden geschenkt, nach der Reformation aber wieder von Hohenlohe erworben. Die heutige evangelische Stephanuskirche wurde wohl im 13. Jahrhundert erbaut und im 14. Jahrhundert erweitert. Der Turm wurde 1739 aufgestockt und 1959/60 renoviert. Dabei legte man Wandmalereien frei.
Mulfingen und das bis ins 19. Jahrhundert als Filiale zugehörige Simprechtshausen blieben nach der Reformation als Besitzung des Hochstifts Würzburg katholisch. Erst nach dem Zweiten Weltkrieg zogen auch Protestanten in diese Orte. Sie wurden der benachbarten evangelischen Kirchengemeinde Hollenbach zugeordnet, während Simprechtshausen durch Bekanntmachung des Oberkirchenrats vom 9. Januar 1958 in die Kirchengemeinde Herrentierbach (damals Kirchenbezirk Langenburg, heute Blaufelden) umgegliedert wurde.

### Kirchengemeinde Ingelfingen

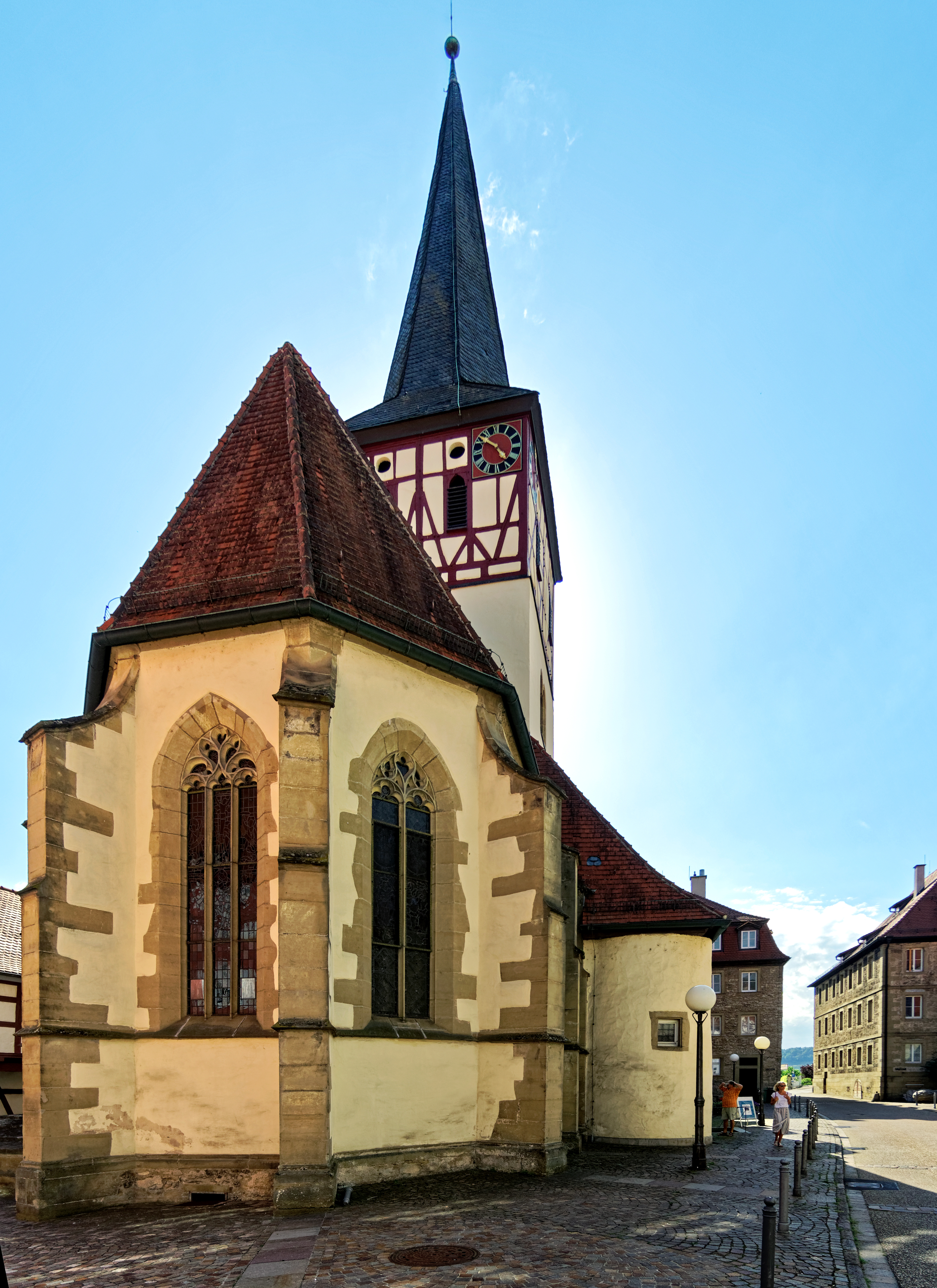
Nikolauskirche Ingelfingen

Die Kirchengemeinde Ingelfingen (ca. 1.490) umfasst die Kernstadt und den Stadtteil Criesbach der Stadt Ingelfingen. Kirchlich war Ingelfingen zunächst Filiale des heute wesentlich kleineren Belsenberg. Doch wird bereits 1293 eine Kirche genannt. Um 1335 wurde Ingelfingen eigene Pfarrei. Der Turm der heutigen evangelische Pfarrkirche stammt wohl aus dem 13. Jahrhundert. Um 1490 erfolgt ein Neubau, dessen Langhaus 1501 und dessen Chor mit seinem engmaschigen Netzgewölbe, 1502 vollendet wurde. Die Kirche war dem Hl. Nikolaus geweiht. Im Jahre 1556 wurde in Ingelfingen die Reformation eingeführt und eine neue Kirchenordnung erlassen. Zu Beginn des 16. Jahrhunderts wurde die Kirche mit ornamentalem Rankwerk an den Fenstern sowie mit zahlreichen figürlichen Darstellungen im Chor und Kirchenschiff ausgemalt. Der Christopherus, Patron der Reisenden und Beschützer vor plötzlichem Tod, an der Südseite des Kirchenschiffes stammt aus dieser Zeit und konnte bei der letzten Kirchenrenovierung 1976 freigelegt werden. 1698 wurde die Fürstenloge eingebaut. Wenig später folgte der Einbau der beiden hölzernen Choremporen. In der ersten Hälfte des 18. Jahrhunderts wurde das Langhaus umgebaut und barock umgestaltet und unter dem Chor eine Gruft für die Grafen von Hohenlohe-Ingelfingen angelegt. Für die Gemeinde wurden Emporen eingebaut, die aber bei der letzten Kirchenrenovierung wieder abgebrochen wurden. Die Friedhofskapelle St. Anna wurde 1518 errichtet und 1977/78 renoviert.
Im zugehörigen Ort Criesbach gibt es keine Kirche. Doch bildete Criesbach bis 1925 eine selbständige Kirchengemeinde. Durch Bekanntmachung des Oberkirchenrats vom 2. Februar 1925 wurde diese mit der Kirchengemeinde Ingelfingen vereinigt.

### Kirchengemeinde Kocherstetten

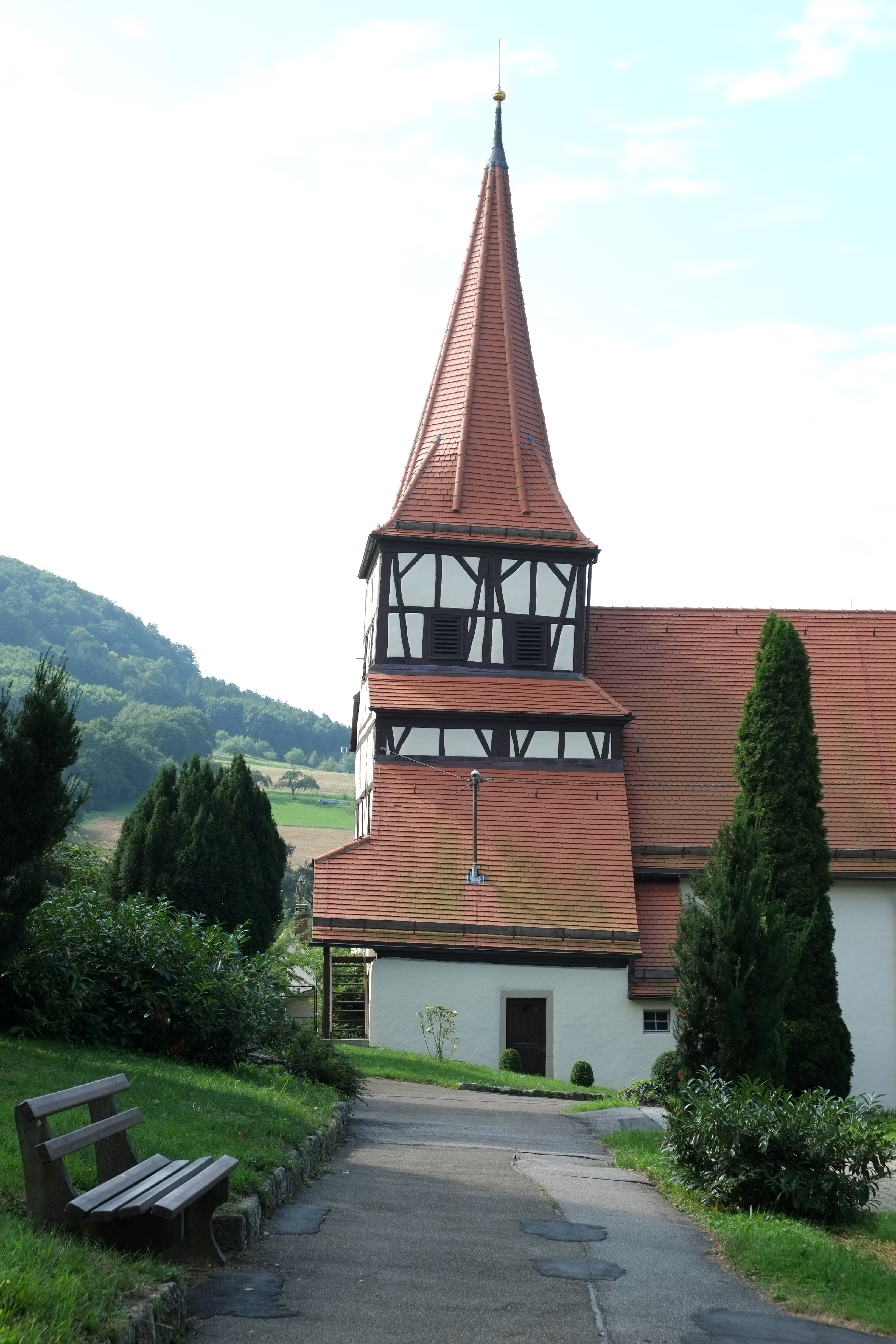
Marienkirche Kocherstetten

Die Kirchengemeinde Kocherstetten (ca. 680) umfasst die Stadtteile Kocherstetten, Bienenhof, Buchenmühle, Mäusdorf, Schloss Stetten und Vogelsberg der Stadt Künzelsau. Der Ort gehörte kirchlich bis 1366 zum benachbarten Steinkirchen. Die Herren von Stetten errichteten dann eine eigene Pfarrei, die aber erst 1394 durch das Domkapitel in Würzburg bestätigt wurde. Das Patronatsrecht stand dem Kloster Comburg zu, das die Einführung der Reformation nicht verhindern konnte. Die heutige Pfarrkirche St. Maria wurde im 14. Jahrhundert erbaut. Das Langhaus wurde 1510 und 1620 neu ausgestattet. Es enthält Grabmale der Familie von Stetten und hochgotische Wandmalereien im Chor. Neben der Marienkirche in Kocherstetten werden auch in der Schlosskapelle auf Schloss Stetten regelmäßig Gottesdienste gefeiert. Die Schlosskapelle wurde 1436 geweiht und 1677 erneuert. Sie enthält ein Kruzifix von Hans Jakob Sommer.
Der zu Kocherstetten gehörige Weiler Mäusdorf bildete bis 1931 eine eigene Filialkirchengemeinde von Kocherstetten. Durch Bekanntmachung des Oberkirchenrats vom 22. Januar 1931 wurde die Filialkirchengemeinde Mäusdorf aufgehoben und mit der Mutterkirchengemeinde Kocherstetten vereinigt.

### Kirchengemeinde Künzelsau

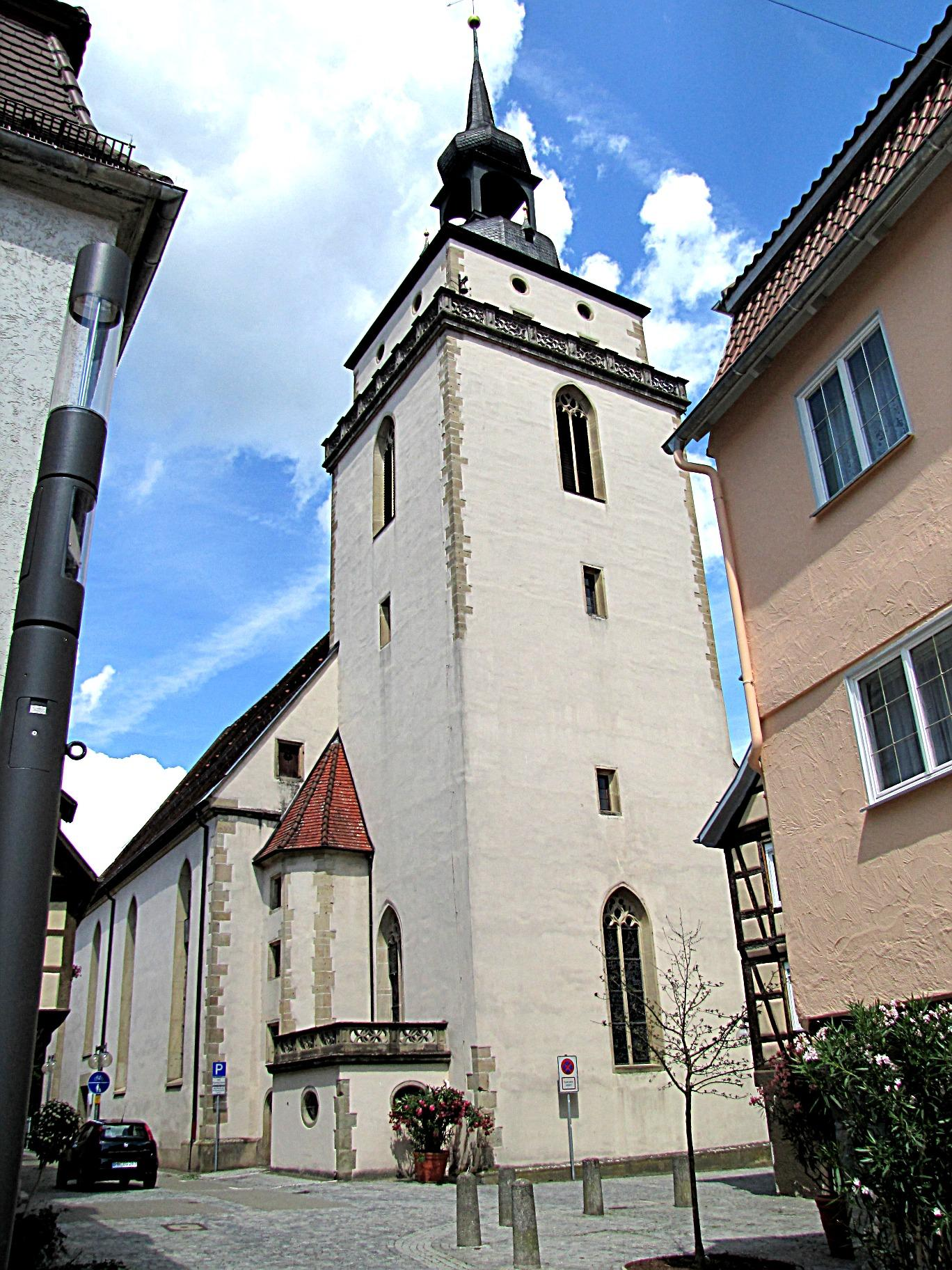
Johanneskirche in Künzelsau

Die Kirchengemeinde Künzelsau (ca. 4.500) umfasst die Kernstadt sowie die Stadtteile Amrichshausen, Etzlinsweiler, Gaisbach, Garnberg, Haag, Kemmeten, Künsbach (gemeindlich und postalisch Kupferzell), Nagelsberg und Taläcker der Stadt Künzelsau.
Eine Kirche wird in Künzelsau bereits um 1090 erwähnt. Sie war Johannes dem Täufer geweiht und wurde 1290 erneuert. Das Patronatsrecht besaß zunächst das Kloster Comburg. 1483 wurde es dem Schutz Hohenlohes unterstellt, das schließlich 1622 die Patronatsrechte erhielt. Da Künzelsau im Besitz mehrere sogenannter Ganerben war, setzte sich die Reformation erst allmählich durch. Die Gegenreformation durch Bischof Julius Echter scheiterte, führte jedoch zur Abtrennung des Ortes Nagelsberg, das wieder katholisch wurde. Die übrigen zur Pfarrei gehörigen Orte wie z. B. Garnberg und Kemmeten verblieben bei Künzelsau.
Die heutige Johanneskirche hat noch frühgotische Teile im Chor und im Turmunterteil. 1612 bis 1617 wurde das in drei Teile gegliederte Schiff erweitert. Vier Jahre später der Turm erhöht. Der Portalvorbau stammt aus dem Jahr 1913. Die Friedhofskirche wurde 1575 erbaut und 2008 innen renoviert. Eine Wolfgangskapelle wurde 1806 profaniert.
In den zur Kirchengemeinde Künzelsau gehörigen Dörfern und Weilern gibt es keine alte Kirchen. Es wurden jedoch in Gaisbach, Taläcker (seit den 1990er Jahren entstandener neuer Stadtteil) und Garnberg Gemeindehäuser erstellt, in denen neben der Johanneskirche in Künzelsau regelmäßige Gottesdienste stattfinden. Im Sommerhalbjahr gibt es darüber hinaus auch Gottesdienste in der Friedhofskirche Künzelsau. In der Kirchengemeinde Künzelsau sind heute vier Pfarrer tätig. Die Pfarrstelle I ist zugleich Dekanatsstelle, versorgt die Kernstadt sowie Garnberg zusammen mit der Pfarrstelle II, die auch die Verwaltung der Kirchengemeinde Morsbach hat. Pfarrstelle III ist für Gaisbach und die umliegenden Orte zuständig, Pfarrstelle IV (seit 2007 dauerhaft geschaffen) ist für den Bereich Taläcker zuständig.
Amrichshausen gehörte zur Herrschaft des benachbarten Jagstberg. Es blieb bzw. war ebenso wie der nach der Rekatholisierung zugehörige Filialort Nagelsberg, nach der Reformation katholisch. Nach dem Zuzug von Protestanten, überwiegend erst nach dem Zweiten Weltkrieg, wurden diese der Kirchengemeinde Künzelsau zugeordnet.

### Kirchengemeinde Morsbach

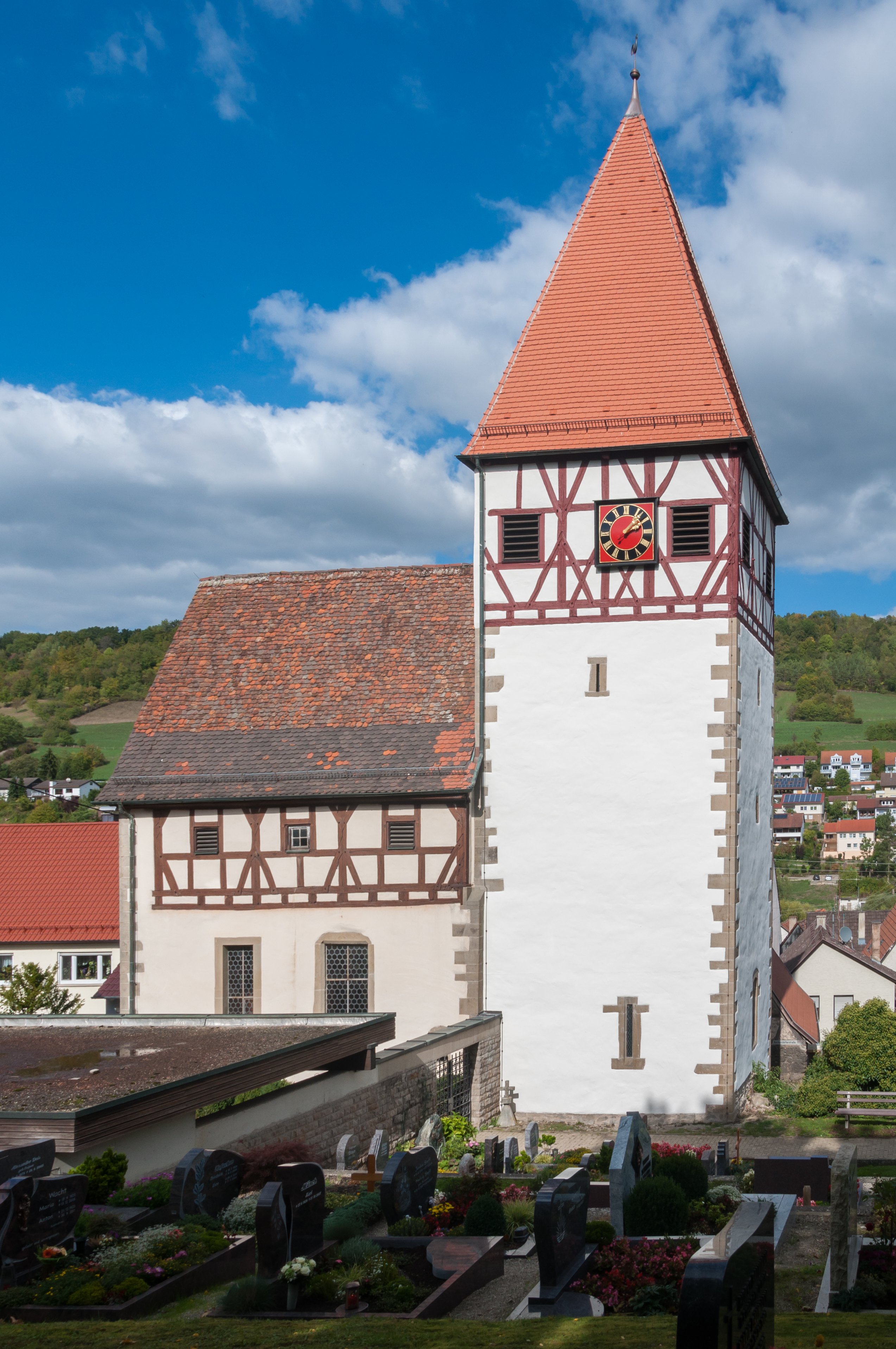
Evang. Kirche Morsbach

Die Kirchengemeinde Morsbach (ca. 280) umfasst den Stadtteil Morsbach der Stadt Künzelsau. Kirchlich gehörte der Ort stets zur Pfarrei Künzelsau, hatte aber eine eigene Kirche und bildet somit bis heute eine eigene Kirchengemeinde. Die Wehrkirche St. Alban und St. Wendelin wurde zu Beginn des 14. Jahrhunderts angelegt. Der Fachwerkaufbau auf Schiff und Turm stammt aus dem 15. Jahrhundert. Die Fenster auf der Südseite wurden 1847 nachträglich eingebrochen. Der Innenraum ist mit Wandmalereien vom Ende des 15. Jahrhunderts geschmückt, die 1958 freigelegt wurden. Das Altarkruzifix wurde im 18. Jahrhundert ergänzt.

### Kirchengemeinde Niedernhall

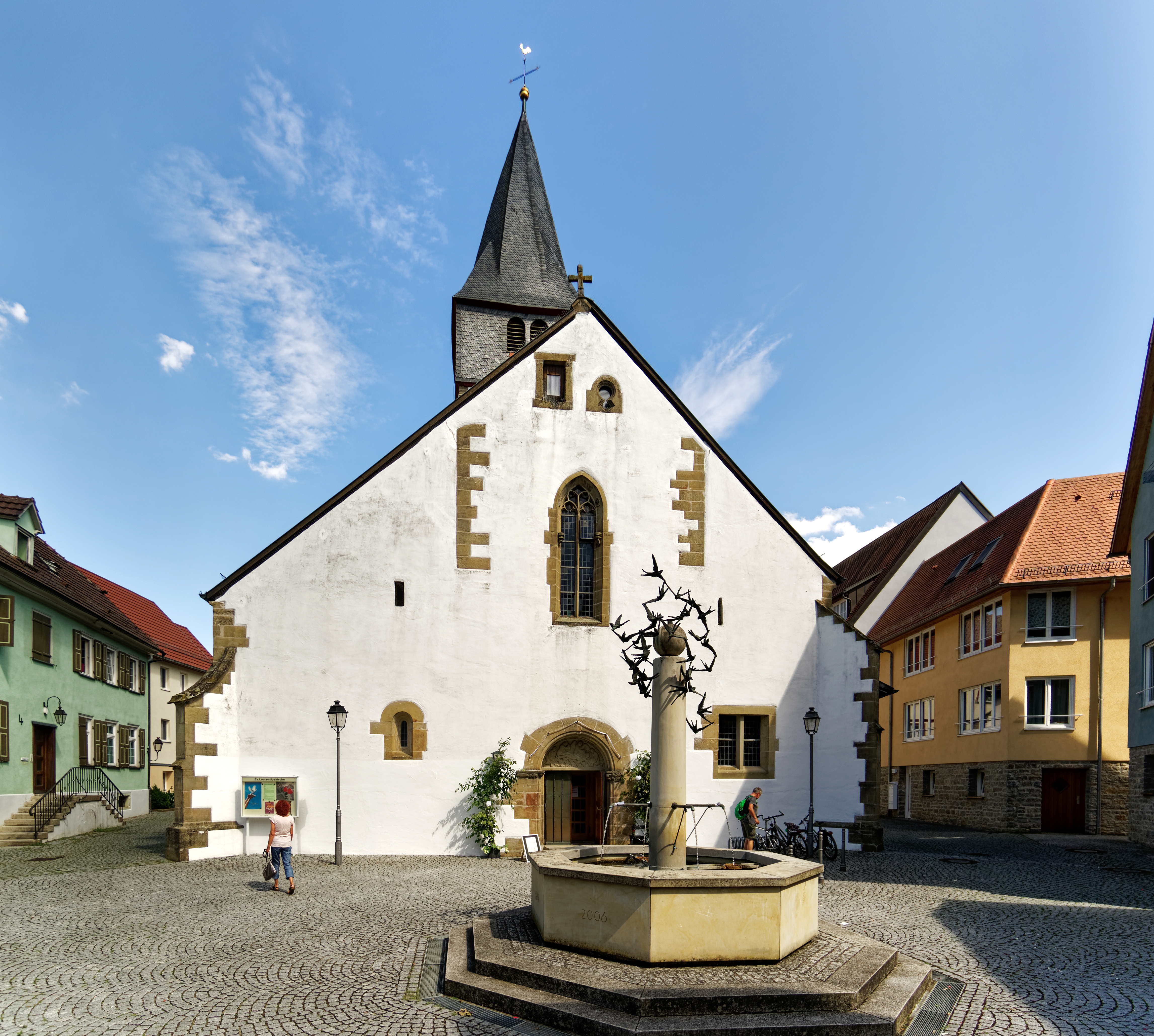
Laurentiuskirche in Niedernhall

Die Kirchengemeinde Niedernhall (ca. 1.640) umfasst die Stadt Niedernhall. Niedernhall gehörte wie das benachbarte Ingelfingen bis ins 14. Jahrhundert kirchlich zu Belsenberg. Seit 1291 werden Pfarrer erwähnt. Bis 1453 wurden drei geistliche Pfründen an der Laurentiuskirche gestiftet. Die Reformation vollzog sich in einem langwierigen Prozess, der sich über Jahrhunderte hinzog. Dabei war die Gemeinde hin- und hergerissen zwischen ihren beiden Landesherren, den evangelischen Fürsten von Hohenlohe und dem katholischen Erzbischof von Mainz. Auch nach endgültigen Einführung der Reformation hatte ein Vogt des Erzbischofs noch zwei Jahrhunderte lang einen Sitz in der evangelischen Kirche.
Die heutige Laurentiuskirche war ursprünglich eine dreischiffige Basilika mit Chorturm, die wohl 1210 bis 1230 erbaut wurde. Im 14. und 15. Jahrhundert wurde sie gotisiert und danach mehrfach verändert. 1955 wurde die Kirche renoviert. Der Turm wurde im 18. Jahrhundert erhöht.

### Kirchengemeinde Schöntal
Die Gesamtkirchengemeinde Schöntal (ca. 700) umfasst die Gemeinde Schöntal ohne Sindeldorf, Marlach und Winzenhofen, also die Ortsteile Aschhausen, Bieringen, Oberkessach, Kloster Schöntal (mit Rossach) und Westernhausen mit allen zugehörigen Weilern und Wohnplätzen. Sie besteht aus den beiden nachfolgenden Kirchengemeinden Schöntal und Rossach. Mit Wirkung vom 1. Januar 2012 wurde aus der Gesamtkirchengemeinde Schöntal zur Kirchengemeinde Schöntal. Die Kirchengemeinde Rossach wurde aufgelöst.

#### Kirchengemeinde Schöntal

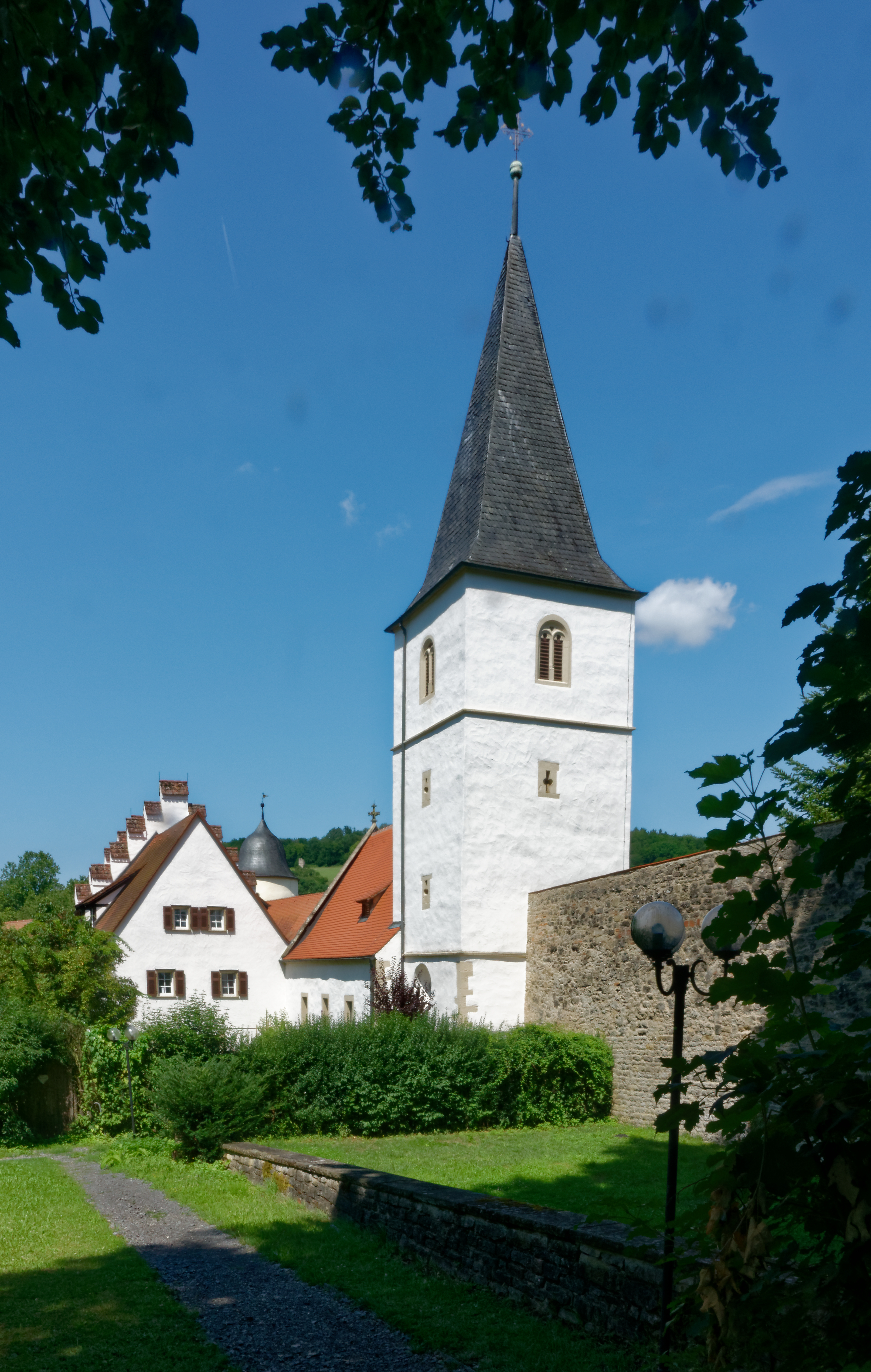
Kilianskapelle im Kloster Schöntal

Die Kirchengemeinde Schöntal umfasst die Gemeinde Schöntal mit Ausnahme der Ortsteile Marlach und Sindeldorf (beide gehören zur Kirchengemeinde Dörrenzimmern), Rossach (bildet eine eigene Kirchengemeinde) und Winzenhofen (gehört zur badischen Kirchengemeinde Neunstetten).
Das Gebiet der heutigen Gemeinde Schöntal gehörte zum Hochstift Mainz bzw. zum Kloster Schöntal und blieb daher nach der Reformation überwiegend katholisch. Nach dem Übergang an Württemberg wurde im bisherigen Kloster 1810 ein evangelisches Seminar eingerichtet und eine evangelische Gemeinde errichtet. Ihr wurden 1846 die Protestanten von Aschhausen, Berlichingen, Bieringen, Neuhof, Oberkessach und Westernhausen sowie die Wohnplätze Schöntals zugeordnet. Als Kirche dient bis heute die frühgotische Vorhofkapelle des ehemaligen Zisterzienserklosters mit ca. 120 Sitzplätze und einer Tzschökel-Orgel. Das Pfarramt ist im Torhaus des Klostereingangs untergebracht. 1975 wurde das Seminar geschlossen und die Gebäude an die Diözese Rottenburg-Stuttgart verkauft, die dort heute das katholische Bildungshaus Kloster Schöntal betreibt.

#### Kirchengemeinde Rossach
Die Kirchengemeinde Rossach umfasst den Ortsteil Rossach der Gemeinde Schöntal. Kirchlich gehörte Rossach zunächst wohl zu Oberkessach, dann zu Jagsthausen, Leibenstadt und Korb. 1846 wurde es der 1810 gegründeten Pfarrei Schöntal zugeordnet, bildet aber eine eigene Kirchengemeinde.

### Kirchengemeinde Weißbach

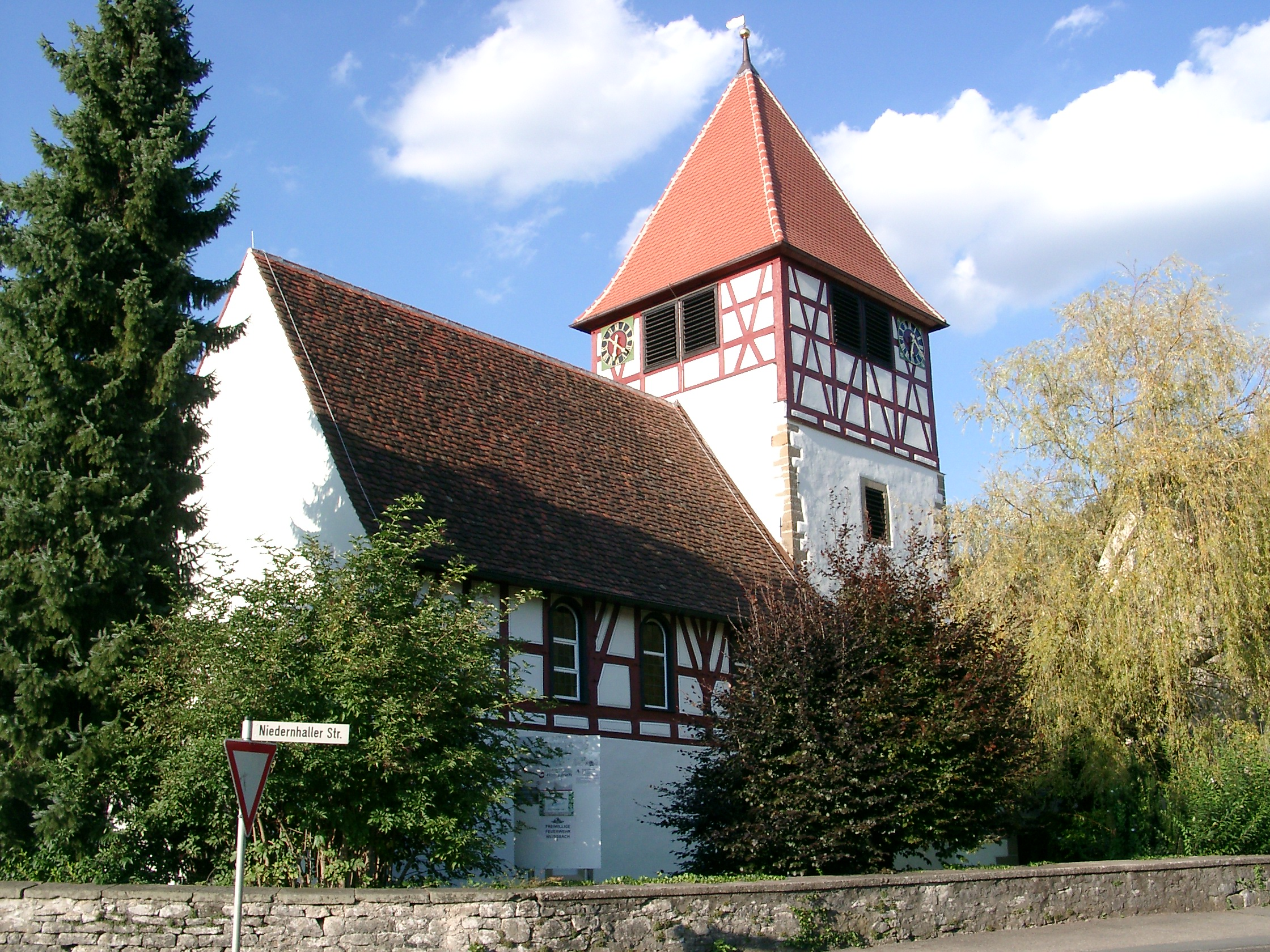
Evang. Kirche Weißbach

Die Kirchengemeinde Weißbach (ca. 560) umfasst den Kernort der Gemeinde Weißbach. Kirchlich war Weißbach bis 1344 Filiale von Forchtenberg, dann von Crispenhofen. Die Kirche zu Unserer Lieben Frau und Petrus wurde vom Kloster Amorbach um 1380 als Kapelle erbaut. 1709 wurde das Schiff und der Turm erhöht. An der Langwand deckte man 1958 Fresken aus der Frühzeit der Kapelle auf. Das Pfarramt in Weißbach betreut auch die Nachbarkirchengemeinde Crispenhofen.

## Archivquellen
- Bestand: Visitationsberichte.   Landeskirchliches Archiv Stuttgart. 1581–1822.   Signatur: A 1.
- Bestand: Kirchenvisitationsakten.   Hauptstaatsarchiv Stuttgart. ca. 1601–1840.   Signatur: A 281.
- Bestand: Ortsakten [mit Digitalisaten der Pfarrbeschreibungen und Pfarrberichte (darin u. a.: Chronik, Filialverhältnisse)].   Landeskirchliches Archiv Stuttgart. ca. 1550–1923.   Signatur: A 29.
- Bestand: Ortsakten [mit Digitalisaten der Pfarrberichte (darin u. a.: Filialverhältnisse)].   Landeskirchliches Archiv Stuttgart. ca. 1924–1966.   Signatur: A 129.
- Bestand: Ortsakten [mit Visitationsberichten].   Landeskirchliches Archiv Stuttgart. ca. 1967–1989.   Signatur: A 229.
- Archivgut: Dekanatsarchive.   Landeskirchliches Archiv Stuttgart.   Signatur: F-Bestände.
- Archivgut: Pfarrarchive.   Landeskirchliches Archiv Stuttgart.   Signatur: G-Bestände.